# Suhar
Suhar (arabisch صحار, DMG Ṣuḥār) oder Sohar ist eine Stadt im nordöstlichen Oman am Golf von Oman, 230 km nordwestlich der Hauptstadt Maskat. Sie ist die wichtigste Stadt der Küstenebene und Hauptstadt des Wilaya Suhar. Suhar ist auch Hauptstadt des Gouvernements Schamal al-Batina, und war Hauptstadt des bis 2011 bestehenden Gouvernements al-Batina. Suhar ist die fünftgrößte Stadt in Oman mit 130.000 Einwohnern.

## Geschichte
Die Stadt hatte in der Geschichte Omans eine große Bedeutung als Zentrum des Seehandels. Schon im 3. Jahrtausend v. Chr. scheint Kupfer und Diorit aus Magan (einstiger Name) nach Indien und Mesopotamien verschifft worden zu sein.
Nachdem die Stadt unter den persischen Sassaniden zum Handelszentrum ausgebaut worden war, stieg sie unter muslimischer Herrschaft zu einem der bedeutendsten Handelszentren der islamischen Welt auf. Der Seehandel reichte im 9. Jahrhundert über Indien bis nach China und nach Ostafrika. Die umfangreichen Handelsbeziehungen werden auch in den Geschichten von Sindbad deutlich, der aus Suhar stammen soll. Die persischen Buyiden zerstörten im Jahr 965 Suhar, wohl um die Konkurrenz für Basra auszuschalten. In der Folgezeit kam es zur Fremdherrschaft der Seldschuken und der Perser von Hormus.
Nachdem Vasco da Gama 1498 den Seeweg nach Indien entdeckt hatte, stieg Portugal zur führenden Handels- und Seemacht des 15. und 16. Jahrhunderts auf.
1507 kam Suhar unter die Herrschaft der Portugiesen. Nach Vertreibung der Portugiesen im Jahre 1649 durch Nasir ibn Murschid konnte die Stadt nicht mehr an ihre große Vergangenheit als Handelszentrum anknüpfen. Ein Grund war wohl auch die Verlandung der Lagunen, die bisher als Hafen gedient hatten.

## Seehafen
Etwas nördlich der Stadt wurde ein neuer, etwa 20 km² großer Hafen gebaut – als 50/50-Joint-Venture mit dem Hafen von Rotterdam – und 2004 eröffnet. Auf dem Gelände befinden sich neben dem eigentlichen Hafen auch umfangreiche Industrieanlagen, u. a. eine Raffinerie, mehrere Kraftwerke (darunter das Kraftwerk Sohar von Sohar Aluminium) und eine Methananlage. Die Aluminiumschmelze von Sohar Aluminium liegt wenige Kilometer landeinwärts.

## Bildung
Suhar verfügt über vier hohe Bildungseinrichtungen:
- Sohar University – eine private Universität in Zusammenarbeit mit der University of Queensland.[5]
- Sohar College of Applied Sciences – eine staatliche Hochschule.[6]
- Oman Medical College – eine private Hochschule in Zusammenarbeit mit der West Virginia University School of Medicine.[7]
- International Maritime College Oman.[8]

## Flughafen
Nahe der Stadt befindet sich der Flughafen Suhar.

## Tourismus
- Das Fort von Suhar[9]

## Schulische Einrichtungen
- Universität Suhar
- Al-Batinah International School

## Persönlichkeiten
- Ahmed al-Khamisi (* 1991), Fußballspieler
- Omar al-Fazari (* 1993), Fußballspieler